# خرز

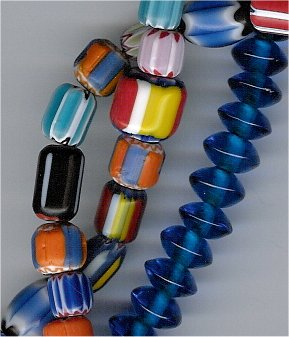
خرز.

خرزة هي قطعة صغيرة تزينية مشكلة من أنواع وأحجام مختلفة مثقوبة ومنظومة بخيط سميك تصنع من الزجاج، البلاستيك، أو الخشب. وتتراوح أقطار الخرز من أقل من 1 ملم إلى ما يزيد عن 1 سم.واقدم حلية معروفة هي زوج من الخرز مصنوعة من أصداف حلزون البحر (ناسريس) تعود إلى 100,000 سنة. وصناعة الخرز هو فن أو حرفة لنظم الخرز بعضها إلى بعض.
تنظم الخرز بعضها إلى بعض بخيط خاص أو بسلك مرن، أو تلصق إلى الملابس أو الطين.

## أنواع الخرز

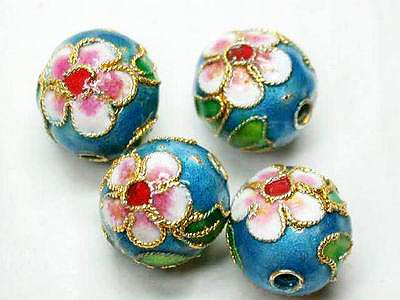
خرز كلويسن.

تقسم الخرز إلى عدة أنواع اعتماداً على عدة معايير منها المكونات التي تصنع منها الخرز، العملية المستخدمة في الإنتاج، مكان أو زمن مادة الخرزة، الزخرفة على السطح، أو الشكل العام.

## المكونات

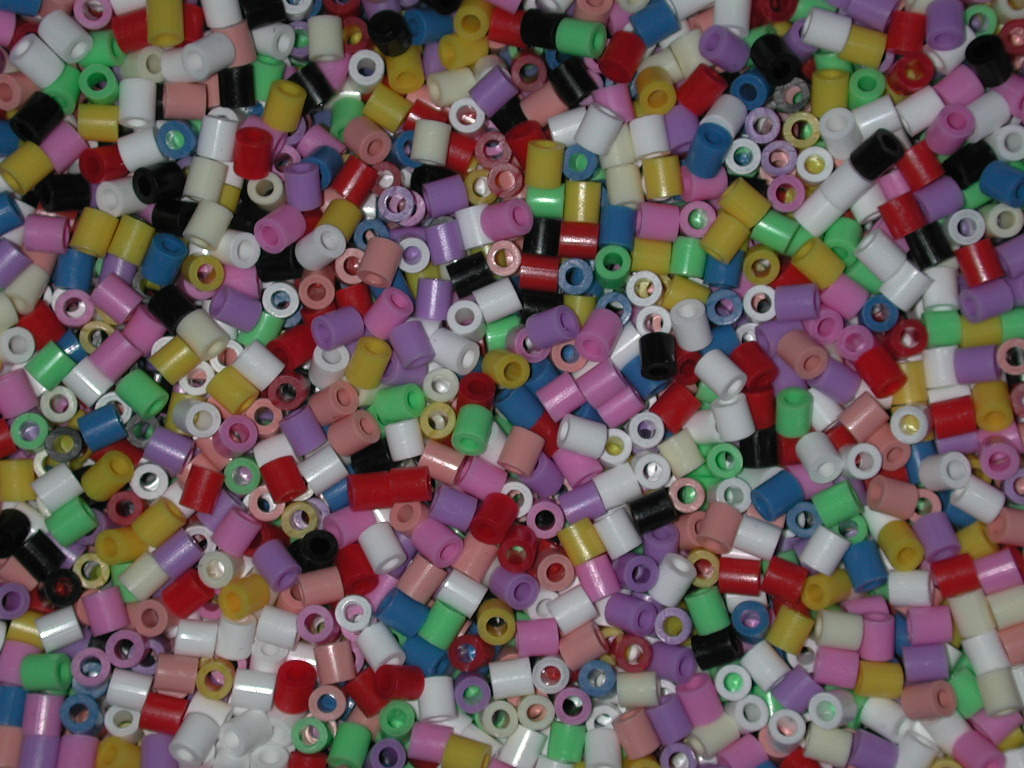
خرز بلاستيكية

الخرز يمكن ان تصنع من عدة مواد.كانت الخرز في الماضي تصنع من تشكيلة واسعة من المواد، التي يمكن ثقبها وتشكيلها بسهولة.ومع ازدياد قدرة الإنسان على حيازة وصناعة مواد أكثر تعقيداً استخدمت هذه المواد في صناعة الخرز.وأكثر المواد شيوعاً في الإنتاج الحديث هي اللدائن الزجاج المعادن الحجارة.

### العناصر الطبيعية
ماتزال الخرز تصنع من الخامات الطبيعية بكلا النوعين العضوية (العضوية أو النباتية) أو (غير العضوية) من اصل معدني صافي، على أي حال بعض هذه الخامات تمر ببعض العمليات الخارجية بالأضافة إلى (التشكيل والثقب) مثل تعزيز اللون ب الصباغ أو الإشعاع.
تتضمن المواد العضوية عظم، مرجان، عاج، بذور، (مثل جوز التاغوا), اصداف الحيوانات، خشب، لؤلؤ، اللؤلؤ الصناعي. وتعتبر مواد الكهرمان و (الكهرمان الأسود) من المواد العضوية الطبيعية على الرغم من ان كلاهما ناتجان جزيئا عن عملية تحجر جزئي.
اما المواد غير العضوية فتتضمنأنواع متنوعة من صخر(مادة) , ألاحجار الكريمة، المعادن، الفلزات، وبعض المعادن النفيس في صيغتها النقية، ويمكن وضع بعضأنواع الفلزات الوضيعة في هذا الصنف مثل الكتروم.

### المواد الصناعية
أقدم المواد الصناعية المستخدمة في صناعة الخرز هي الخزف، الفخار، الزجاج، كما صنعت الخرز من السبائك القديمة مثل البرونز، النحاس الأصفر، لكن هذه المواد أكثر عرضة لتفاعلات الاكسدة لذلك تكون اقل حفظاً بمرور الزمن. تستخدم العديد من مشتقات الزجاج لصناعة الخرز، ومنها الكريستال الرصاصي الذي يتصف بان لديه نسبة عالية من أكسيد الرصاص في تركيبته، مع زيادة معامل الانكسار. والخرز البلاستيكية الصغيرة، الملونة، القابلة للانصهار ومنأنواعها (نابي، هما، بيرلر، بيسلا) وتستخدم لصنع العقود والاساور، وتأتي الخرز البلاستيكية بالوان متعددة ودرجات شفافية وعتمة مختلفة وبضمنهاأنواع تتلألأ في الظلام أو ذات تذهيب داخلي.

## الإنتاج
تصنع الخرز بالطرق الحديثة من خلال النحت والصب، اعتماداً على الخامات أو التأثير المطلوب احداثه، وفي بعض الحالات توظف تقنيات أكثر تخصصاً مثل صناعة المعادن أو صناعة الزجاج أو يُستخدم مزيج من تقنيات وخامات متعددة كما في صناعة (كلويسن).

### صناعة الزجاج
معظم الخرز الزجاجية من الزجاج المضغوط وهي من طرق الإنتاج الكبير وتتم عبر تحضير عجينة الزجاج المنصهر حسب اللون المرغوب وصبها في قوالب حسب الشكل المطلوب. وهذه الطريقة متبعة في إنتاج الخرز البلاستيكية ايضاً.
اما القطع الاصغر والادق من خرز الزجاج أو الكرستال الرصاصي فتقطع إلى قطع دقيقة مسطحة الشكل حسب الرغبة.وتنجز هكذا أعمال باليد وبواسطة الالات الدقيقة.
وتعتبر الخرز المسطحة المصقولة بالنار بديل اقل كلفة من الزجاج المسطح أو الكرستال المقطوع باليد وتكتسب هذه الخرز تسميتها من الجزء الثاني من عملية تصنيعها المتكونة من جزئين: اولا تصب عجينة الزجاج في قوالب مدورة، ثم تسطح بواسطة عجلة طحن.وفي المرحلة الثانية تصب الخرز المسطحة على طبق ويعاد تسخينها قليلا لتذويب سطح الخرز وصقل أي اشكال شاذة صغيرة خلفتها عجلة الطحن.

### أنواع تقنيات الزجاج المتخصصة

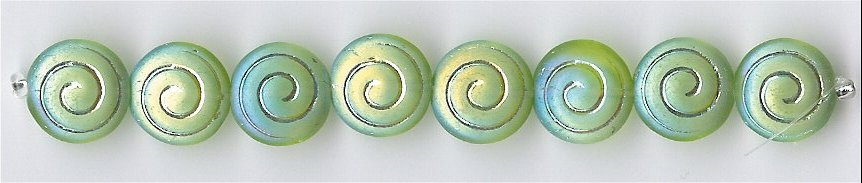
خرز زجاج مضغوط مغطى بطبقة AB

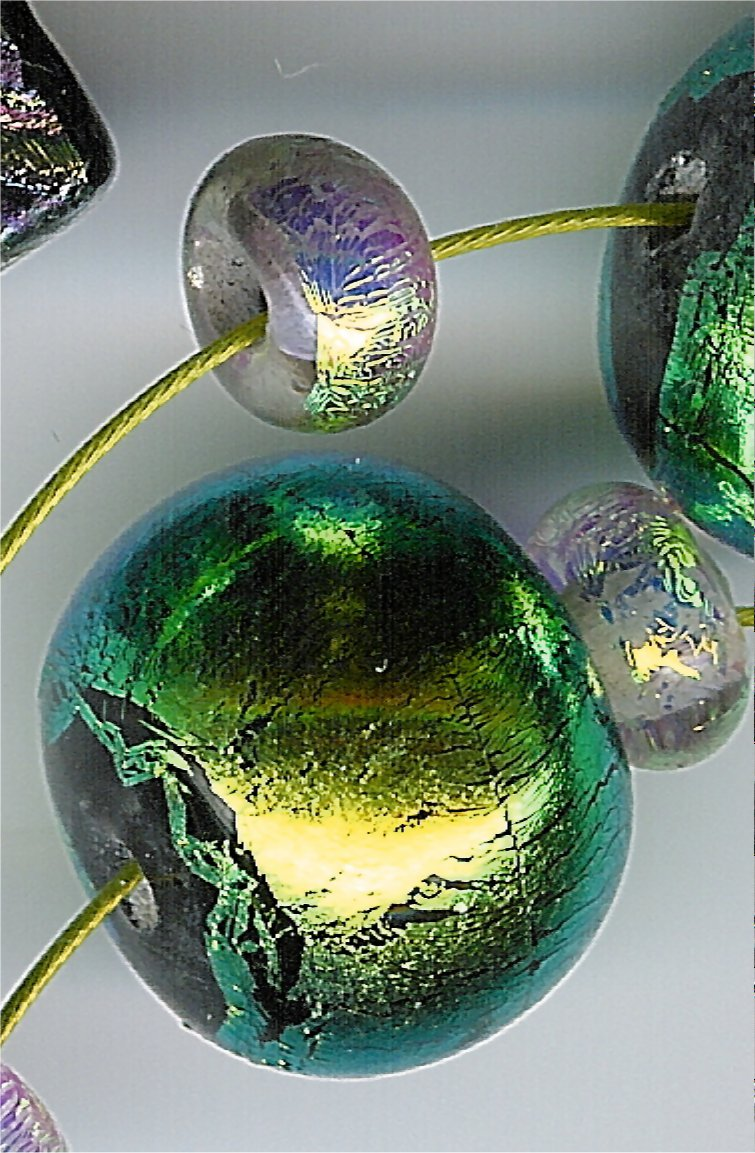
خرز مزدوجة اللون 10ملم

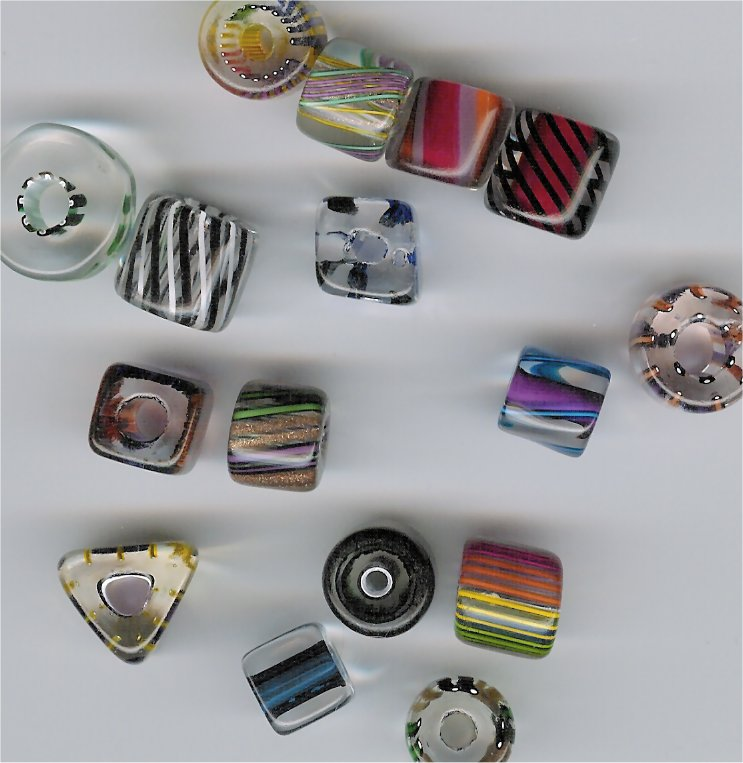
خرز زجاج الفرن

هناك بضعة تقنيات أعمال زجاج متخصصة تستخدم لخلق مظهر مميز للخرزة المنتجة منها.
- تقنية الزجاج المزدوج اللون ويتم صناعة هذه الخرز بمزج طبقة رقيقة شبه شفافة من المعادن بين طبقتين أو أكثر من الزجاج.
- تقنية الالياف البصرية وتستخدم لإنتاج خرز زجاجية تملك تأثير عين الهر (حجر).
- وهناك عدة طرق لصهر قطع الزجاج معا لتشكيل نموذج متعدد الألوان والنتيجة هي قطع خرز ميليفيوري أو خرز شيفرون.ومن هذه التقنيات:

تقنية زجاج الفرن وتتم بتغطية لب خرزة متعددة الألوان بطبقة من لون شفاف خارجي ثم تسخن بالفرن.

## الاشكال

### خرز الأنبوب

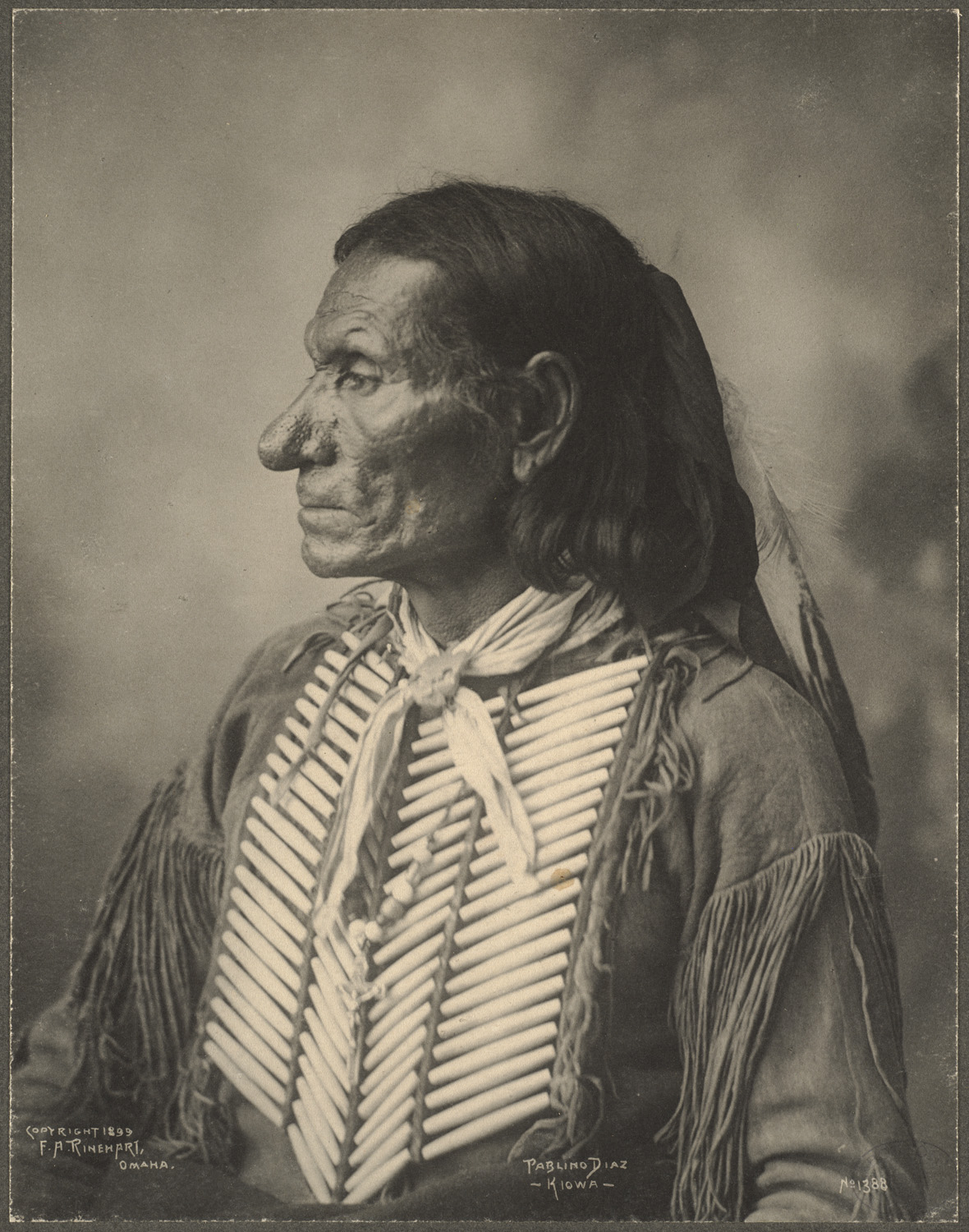
خرز الأنبوب

ويستعملها السكان الاصليون في أمريكا الشمالية وتتصف بالطول والشكل الأنبوبي. وتلبس على الصدر كرداء للصدر وكانت تصنع من عظام صدر ظبي الك اما الآن فتصنع من عظام البايسون أو الجاموس.وتصنع الأنواع السوداء من هذه الخرز من قرون الحيوانات.

### خرز البذرة
خرز البذرة اشكال متناهية الصغر شبه كروية منتظمة أو أنبوبية يتراوح حجمها بين اقل من واحد ملم إلى بضع مليميترات.ومصطلح خرز البذرة مصطلح عام يطلق على أي خرزة صغيرة مدورة الشكل.وتستخدم خرز البذرة في (حياكة الخرز).

## مكان أو زمن الخرز
- خرز التجارة الأفريقية أو كما كان يسميها المستعمرون الاوربيون (خرز العبيد) وهي خرز اثرية انُتجت في أوروبا واستخدمت للتجارة خلال الفترة الاستعمارية ومن امثلتها (خرز شيفرون). أو هناك نوع اخر انتج في غرب أفريقيا بواسطة الشعوب الأفريقية مثل الخرز الموريتانية خرز كيفة، خرز (باودر كلاس) التي تنتج في نيجيريا وغينيا، أو (الخرز النحاسية).
- كرستال النمسا عبارة عامة للدلالة على خرز الكرستال الرصاصي الذي تنتجه مؤسسة سواروفسكي.
- زجاج التشيك وهي خرز تنتج في جمهورية التشيك، ويتركز إنتاجها حول منطقة (جابلونس ناد نيسو) ويعود الإنتاج في هذه المنطقة إلى القرن 14.
- الخرز العتيقة وهي الخرز الأقدم من 25 سنة.وهي مصنوعة من مواد متنوعة مثل لوسيت، لدائن، كرستال، معادن والزجاج.

### الخرز في الثقافات العالمية
تستخدم السبحة (وهي مجموعة من الخرز منظومة بخيط) في البلاد العربية والإسلامية لاغراض دينية واجتماعية فتستخدم سبحة خاصة للتسبيح والاستغفار وتكون هذه المسبحة مصنوعة من 99 خرزة أو 101 خرزة (بعض مسبحات الصوفيين تصل إلى حد 1000 خرزة) وتكون سوداء اللون.
وهناك نوع اخر من السبح يستخدمه الرجال لاغراض تمضية الوقت والتسلية والوجاهة الاجتماعية ويختلف عن السبحة الدينية في ان خرزها أكبر حجما وتحتوي السبحة الواحدة على 33 خرزة وكل مسبحة ملونة بلون واحد كالأخضر والأحمر والأزرق إلخ.ويصنع كلا النوعيين من السبح الدينية والاجتماعية من مواد متنوعة كالخشب، فصوص الزيتون، البلاستيك أو الاحجار الكريمة مثل العقيق، الكهرمان أو من اللؤلؤ.
كما تستخدم الخرز في الصين والهند واليابان ولدى السكان الاصلييين في أمريكا الشمالية  لاغراض دينية.

## استخدامات الخرز
- تستخدم للتعبد (السبحة)
- تستخدم كأداة ضد التوتر (سبحة القلق)
- تستخدم للعد والحساب (خرز اكري من غانا)
- تستخدم في الألعاب لعبة المنقلة
- تستخدم لتمضية الوقت والاسترخاء (السبح العربية)

## رسوم السطح
بعد تشكيل خرز الزجاج والكرستال يمكن تزيين سطحها بالرسم على الطبقة الشفافة الباهتة، أو تغطيتها بطبقة لونية جديدة، أو كلاهما معا.
ومن امثلة الخرز المغطاةأورورا بورياليس (بالإنكليزية Aurora Borealis) وتعرف اختصارا (AB) وهي خرز مغطاة بطبقة يمكنها تحليل الضوء إلى ألوان قوس قزح، ومنأنواع سطوح الخرز المغطاة الأخرى الزجاج الملون، ضوء القمر، الذهبي، الصقيل، ضوء النجوم، حجر الدم.
الخرز الكاذبة وهي خرز تنتج لتبدو مثل المواد الاصلية الثمينة خصوصا في حالة اللؤلؤ الصناعي والصخور المقلدة، المعادن، الاحجار الثمينة.
ويستخدم جوز التاغوا (من أمريكا الجنوبية) لصناعة خرز شبيهة بالعاج كبديل عن العاج الطبيعي منذ ان حظرت تجارة العاج عالميا.

## معرض الصور

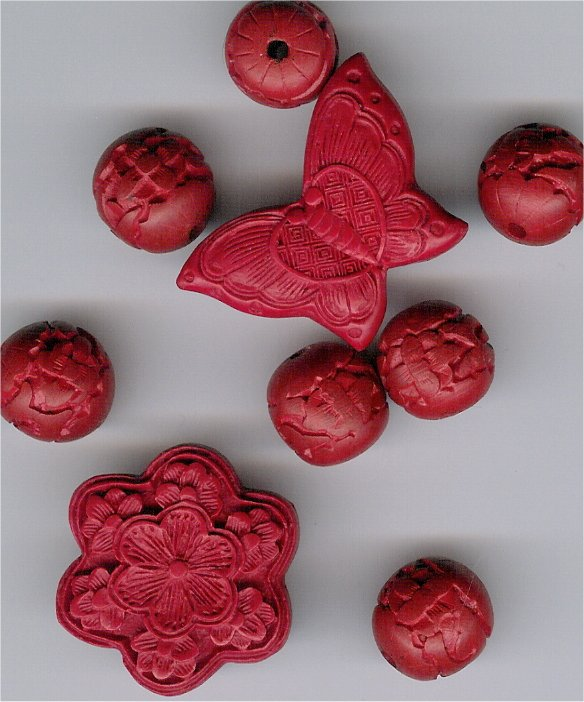
خرز منحوتة
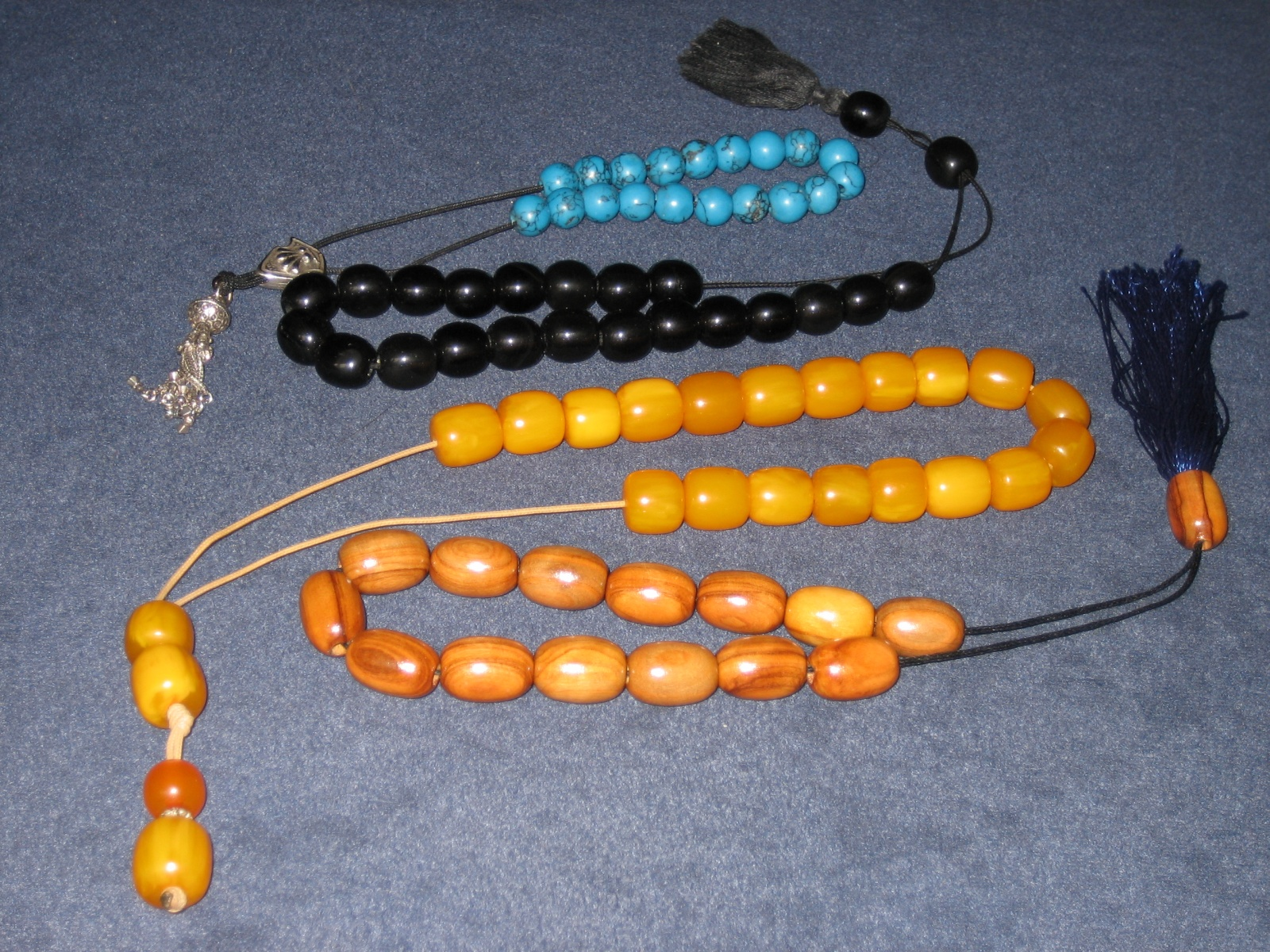
انواع من السبح اليونانية
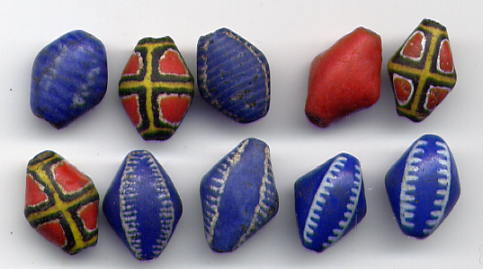
خرز كيفة
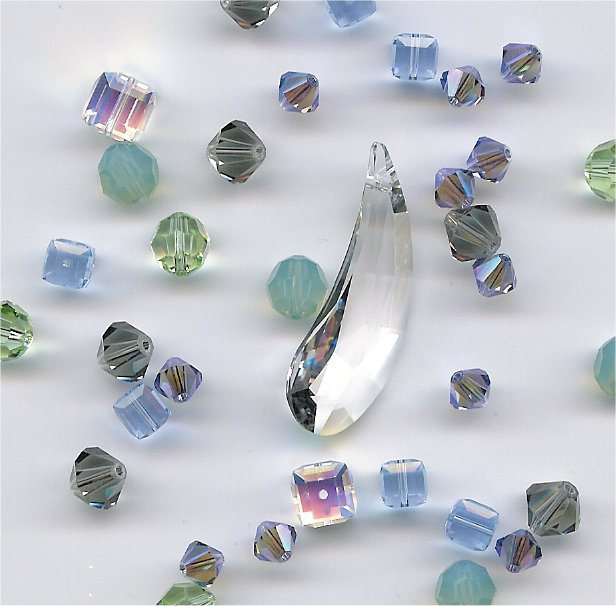
سواروفسكي كرستال رصاصي (6 ملم–8ملم), حلية 3 سم
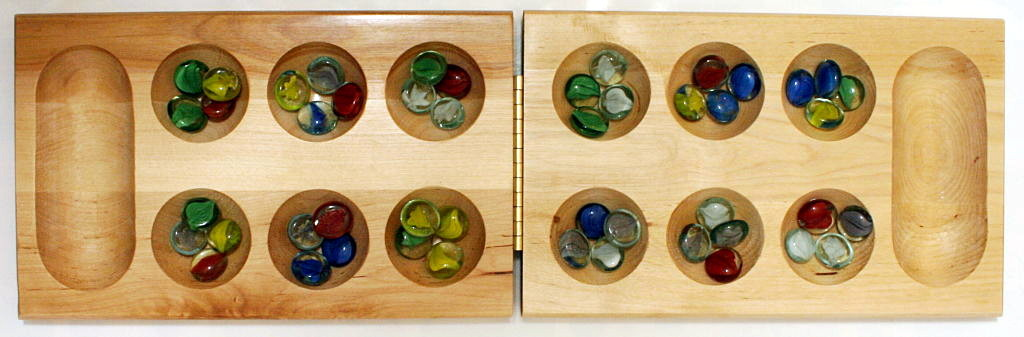
لوح لعبة المنقلة
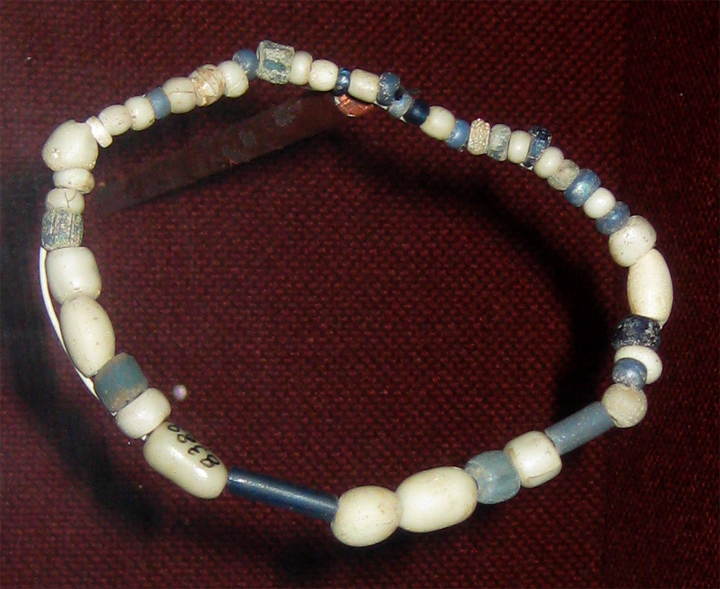
خرز التجارة الأفريقية

## اقرأ ايضاً
- ميلفيوري (فن)
- فن الزجاج